# Osoba (katolické kanonické právo)
V kanonickém právu katolické církve je osoba subjektem určitých právních práv a povinností. Osoby lze rozlišovat na fyzické a právnické. Právnické osoby lze rozlišit na kolegiální nebo nekolegiální a na veřejné nebo soukromé právnické osoby. Svatý stolec a katolická církev jako takové nejsou právnickými osobami, neboť právnické osoby vznikají na základě církevního práva. Jsou to spíše morální osoby podle Božského práva.

## Fyzické osoby
Křtem je fyzická osoba začleněna do církve a stává se v ní osobou. Všichni platně pokřtění, nazývaní Christifideles, mají podle katolického kanonického práva status fyzických osob.

### Věk (užívání) rozumu
Věk (užívání) rozumu, někdy nazývaný věk rozlišovací způsobilosti, je věk, kdy děti začínají používat rozum a začínají mít morální odpovědnost. Po dovršení sedmého roku se předpokládá, že nezletilý člověk je schopen užívat rozum, ale intelektuální postižení může některým jedincům zabránit, aby ho vůbec dosáhli. Termín „užívání rozumu“ se v Kodexu kanonického práva z roku 1983 objevuje sedmnáctkrát, ale termín „věk rozumu“ se v něm nevyskytuje. Termín „věk rozumu“ se však používá v komentářích kanonického práva, například v New Commentary on the Code of Canon Law vydaném nakladatelstvím Paulist Press v roce 2002.
Dětem, které nepoužívají rozum, a mentálně postiženým se někdy říká „nevinní“ kvůli jejich neschopnosti páchat hříchy: i když jsou jejich činy objektivně hříšné, někdy postrádají schopnost subjektivní viny.
Ve východních katolických církvích se eucharistie a biřmování udělují ihned po křtu, a to i dětem, které ještě nemají rozum. V katolicismu latinského obřadu se biřmování uděluje, s výjimkou nebezpečí smrti, pouze osobám, které používají rozum; a svaté přijímání se může podávat dětem pouze tehdy, pokud „mají dostatečné znalosti a pečlivou přípravu, aby podle svých schopností pochopily Kristovo tajemství a byly schopny přijmout Kristovo tělo s vírou a oddaností.“ V nebezpečí smrti se eucharistie může podávat i dětem, které nepoužívají rozum, pokud dítě dokáže svátost odlišit od běžného jídla a s úctou ji přijmout.

### Plnoletost
Věk plnoletosti v latinské katolické církvi je 18 let, ačkoli až do nástupu Kodexu kanonického práva v roce 1983 v platnost byl věk plnoletosti 21 let.

## Právnické osoby
Zjednodušeně řečeno, právnická osoba je umělý konstrukt kanonického práva, který umožňuje skupině osob nebo věcí fungovat a být považována podle kanonického práva za jednu jednotku. Kodex kanonického práva z roku 1917 označuje všechny právnické osoby jako „morální osoby“, zatímco Kodex kanonického práva z roku 1983 používá termín „morální osoba“ výhradně pro označení Apoštolského stolce a samotnou katolickou církev.
Kennedy uvádí podrobnější definici: „je umělá osoba, odlišná od všech fyzických osob nebo hmotných statků, zřízená kompetentní církevní autoritou k apoštolskému účelu, se schopností nepřetržité existence a s kanonickými právy a povinnostmi jako u fyzické osoby [...], které jí byly uděleny zákonem nebo autoritou, která ji zřizuje a které je také podle kanonického práva odpovědná.“
Předpokládá se, že doktrína právní subjektivity má svůj původ v kanonickém právu. Připisuje se papeži Inocenci IV., který zřejmě přinejmenším pomohl rozšířit myšlenku persona ficta, jak se nazývá v latině. V rané církvi doktrína persona ficta umožňovala klášterům mít právní existenci odděleně od mnichů, což zjednodušovalo obtíže při vyvažování potřeby takových skupin mít infrastrukturu navzdory slibům osobní chudoby mnichů. Dalším důsledkem bylo, že klášter jako fiktivní osoba nemohl být činěn vinným z deliktu, protože neměl duši, což pomáhalo chránit organizaci před mimosmluvními závazky vůči okolním komunitám. Tím se taková odpovědnost fakticky přesunula na jednotlivce jednající v rámci organizace a zároveň chránila samotnou strukturu, protože jednotlivci byli považováni za osoby, které mají duši, a tudíž mohou být vinni z nedbalosti a exkomunikováni.

## Kanonický věk
Kanonický věk v římskokatolickém kanonickém právu je věk, kdy se věřící stává schopným nést určité povinnosti, požívat zvláštní výsady, přijímat zvláštní životní stavy, zastávat úřad nebo důstojnost nebo přijímat svátosti.
Každý z těchto lidských činů vyžaduje rozvoj mysli, těla nebo ducha, který je vhodný pro jeho svobodné a dobrovolné přijetí a odpovídající znalost a schopnost plnit povinnosti a závazky s ním spojené. Věk předepsaný kanonickým právem se liší, stejně jako výsady, úřady a hodnosti, na které se vztahují.

### Svátosti
1. Křest: tuto svátost lze platně udělit bez ohledu na věk.
2. Biřmování: kanonický věk je věk rozumu.
3. Svaté přijímání: kanonický věk je věk rozumu. Dětem v nebezpečí smrti, které jsou schopny spáchat smrtelný hřích a přiznat se k němu a rozlišit nebeský pokrm od obyčejného, když touží přijmout svaté přijímání, nesmí být odepřeno, i když nedosáhly předepsaného minimálního věku.
4. Svátost smíření: kanonický věk je věk rozumový. Po dosažení věku rozumu je každý člen věřících povinen se alespoň jednou ročně věrně vyzpovídat ze svých těžkých hříchů. (CIC can. 989)
5. Pomazání nemocných: svátost má být udělena každému katolíkovi, který si ji přeje (obvykle jde o nemocného nebo staršího člověka, který trpí slabostí) nebo je ve smrtelném nebezpečí.
6. Kněžské svěcení: svátost lze přijmout nejdříve ve věku 23 let (jáhni), 25 let (kněz) nebo 35 let (biskup), podle kánonu 1031 CIC. Apoštolský stolec může udělit dispens.
7. Manželství: věk pro platné svátostné manželství je podle kán. 1083, 16 let pro muže a 14 let pro ženy. Konference biskupů může stanovit vyšší věk pro zákonné uzavření manželství.

Všichni katolíci jsou povinni účastnit se mše svaté v neděli a každý zasvěcený svátek. Aby mohl být katolík kmotrem při udělování křtu a biřmování, musí být biřmován a musí mu být obvykle 16 let (kánon 874 CIC). Dny zdrženlivosti musí dodržovat katolíci starší 14 let; postní povinnost od 18 let do začátku šedesátého roku života (kánon 1252 CIC).

### Kněžství, řeholní řády a duchovní úřady
Starověká disciplína nebyla ani univerzální, ani pevně daná, ale měnila se v závislosti na okolnostech doby a místa. Podle Gratiana byl požadovaný věk pro tonzuru a první tři nižší svěcení, tedy ostiáře, lektora a exorcisty, sedm let a pro akolytu dvanáct let.
Tridentský koncil stanovil věk 21 let a 1 den pro subdiakonát, 22 let a 1 den pro jáhenství a 24 let a 1 den pro kněžství. Kánon 1031 CIC stanovil věk 23 let pro jáhenství a 25 let pro kněžství. První den roku, kdy má být dosaženo kanonického věku, je dostatečně způsobilý pro přijetí svěcení. Tridentský koncil potvrdil „lateránský věk“ třiceti let pro biskupské svěcení. Kodex kanonického práva z roku 1983 počítá obecně věk pro trvalého jáhna ve výši třiceti pěti let. Kandidát na trvalý diakonát, který není ženatý, má být přijat do diakonátu až po dovršení nejméně pětadvaceti let věku; ten, kdo je ženatý, až po dovršení nejméně pětatřiceti let věku.
Pro přijetí do kanonického noviciátu je kanonickým právem stanoven věk 17 let (kán. 643); pro přijetí ke slavnostním slibům (a obdobně pro zasvěcení panen) je to 21 let (kán. 658).
Generálové řádů, provinciálové, opati a další řádní preláti s kvazi biskupskou jurisdikcí musí podle mnoha konstitucí před volbou dovršit třicátý rok svého života, podle jiných pětadvacátý rok. Různé řády a kongregace však mají vlastní pravidla pro požadovaný věk pro nižší úřady a hodnosti.
Tridentský koncil (Sess. xxv, cap. 7, de regular. et monial.) stanovil pro abatyši, generální představenou nebo převorku řeholního řádu čtyřicet let a osm let po slavných slibech. Pokud konvent (klášter) neměl žádnou mnišku nebo řeholní sestru, která by splňovala tyto požadavky, pak může být zvolena ta, která je starší třiceti let a má více než pět let řeholní sliby. Volba v rozporu s těmito pravidly je neplatná.